# Guido Graf (Handballspieler)
Guido Graf (* 9. Februar 1977) ist ein ehemaliger österreichischer Handballspieler. Graf ist zugleich Schweizer Staatsbürger.

## Werdegang
Seine Handballkarriere begann der 1,96 Meter große Linkshänder Guido Graf beim UHC Stockerau, wo er 15 Jahre spielte. 1993 spielte er erstmals für die Juniorennationalmannschaft von Österreich und ab 1996 für die Männernationalmannschaft. Für Österreich absolvierte er bis 2005 insgesamt 102 Länderspiele und erzielte hierbei 261 Tore.
1998 wechselte er zum Alpla HC Hard und war vier Jahre Leistungsträger und mehrfacher Torschützenkönig. 2002 kam der Wechsel in die Schweiz zum TSV St. Otmar St. Gallen, wo er bis 2006 als Profi tätig war und an der HSG St. Gallen Betriebswirtschaft studierte. Danach spielte Graf drei Jahre für den TSV Fortitudo Gossau, wo er seine aktive Karriere beendete.
Nach dem Sport widmete sich Guido Graf dem Tourismus und führt seit 2005 eine in Teufen AR (Schweiz) domizilierte Reiseagentur.
Guido Graf lebt seit 2003 in St. Gallen.